# Карымская (деревня)
Карымская— деревня в Сухобузимском районе Красноярского края  в составе Подсопочного сельсовета.

## География
Деревня находится в левобережной части района примерно в 17 километрах по прямой на юг от села Сухобузимское.

## Климат
Климат континентальный с продолжительной холодной зимой и относительно жарким коротким летом. Среднемесячная температура воздуха в январе от -14˚С до -28˚С, в июле от 12˚С до 21˚С. Температура наружного воздуха в разрезе года 0,5˚С. Абсолютная минимальная температура воздуха -53˚С, абсолютная максимальная 38˚С. Средняя наиболее холодного периода -22˚С. Период со среднесуточной температурой воздуха ≤  8˚С составляет 235 суток. Продолжительность периода со среднесуточной 0˚С составляет 168 суток. Продолжительность безморозного периода составляет 120 суток. Средняя дата последнего заморозка весной 10 июня, дата первого заморозка осенью 7 сентября. Количество осадков за год составляет 429 мм. Средняя дата образования и разрушения устойчивого снежного покрова 12 ноября и 28 марта. Средняя высота снежного покрова за зиму 42 см. 

## Население
| 2010 |
| ---- |
| 160  |

Постоянное население составляло 199 человек в 2002 году (91% русские), 160 в 2010.

## История
Образована в 1780 году переселенцами из Енисейского района. В советское время работали колхозы «Свободный труд» и «7-й съезд Советов»  и совхозы «Миндерлинский» и «Сухобузимский». 

## Инфраструктура
Имеется клуб .